# بينرهوسفيلو (أنغلزي)
بينرهوسفيلو (بالإنجليزية: Penrhosfeilw)‏ هي منطقة سكنية تقع في ويلز في أنغلزي.